# Hultsdorf

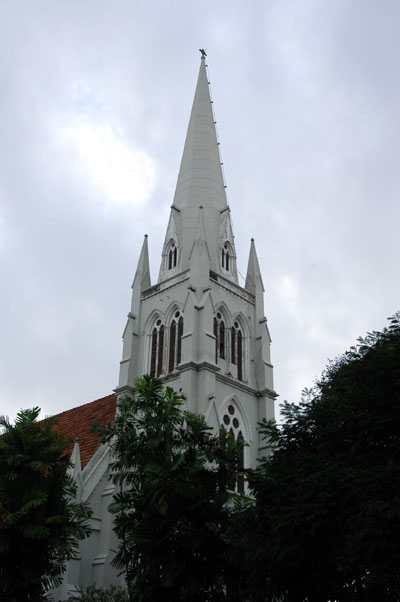
Allerheiligenkerk in Hultsdorf

Hultsdorf is een voorstad van Colombo in Sri Lanka.

## Geschiedenis
De naam van de buitenwijk Hultsdorf is een herinnering aan generaal Gerard Pietersz. Hulft, die in 1656 sneuvelde tijdens de Nederlandse verovering van Ceylon (Sri Lanka). Tegenwoordig wordt Hultsdorf beschouwd als het juridisch centrum van de stad omdat hier de rechtbanken van Sri Lanka zijn gevestigd.